# Allan Edson
Pour les articles homonymes, voir Edson.
Aaron Allan Edson (canton de Stanbridge, Canada-Est, 18 décembre 1846 – Glen Sutton, Québec, mai 1888) est un peintre paysagiste canadien.

## Biographie
Né en 1846 dans les Eastern Townships, Edson déménage à l'âge de neuf ans dans le village de Standbridge où son père tient un hôtel situé près de la banque de John Carpenter Baker qui devient plus tard le mécène d'Edson, et de Wyatt Eaton.
Vers 1863, il suit des cours de peinture avec Robert Duncanson (en), un peintre américain installé à Montréal. Edson part ensuite pour Londres en 1864 où il étudie pendant deux années avant de revenir au pays. À son retour, il participe comme membre fondateur à la création de la Société des artistes canadiens en 1867 et participe à leur première exposition en 1868. Il est également l'un des premiers membres de l'Ontario Society of Artists (en) fondée en 1872 et est membre fondateur de l'Académie royale des arts du Canada en 1880.
Reconnu alors comme l'un des principaux paysagistes canadiens, Edson expose régulièrement au Canada. On présente également ses tableaux à la Royal Academy of Arts à Londres, au Salon de Paris et lors des expositions universelles de Philadelphie en 1876 et d'Anvers en 1885.
Au début des années 1880, Edson part vivre en France, plus particulièrement à Cernay-la-Ville où il prend des leçons de Léon Germain Pelouse de l'École de Barbizon. Ses tableaux sont acceptés au Salon des artistes français en 1882, 1883 et 1884. De 1886 à 1887, il retourne à Londres avant de revenir près de sa région natale à Glen Sutton au Québec en 1887. Il meurt d'une pneumonie en mai 1888,.
Une grande partie de ses œuvres a été réalisée dans les Cantons-de-l'Est. Aujourd'hui, plusieurs de ses tableaux et aquarelles sont exposées au Musée des beaux-arts de Sherbrooke.

## Musées et collections publiques
- Art Gallery of Alberta
- Art Gallery of Greater Victoria
- Art Gallery of Hamilton
- Centre d'exposition de la Corporation culturelle de Shawinigan
- Confederation Centre Art Gallery & Museum
- Galerie d'art Beaverbrook
- Galerie Leonard & Bina Ellen, Université Concordia
- Musée d'art de Joliette
- Musée des beaux-arts de l'Ontario
- Musée des beaux-arts de Montréal
- Musée des beaux-arts de Sherbrooke
- Musée des beaux-arts du Canada
- Musée des maîtres et artisans du Québec
- Musée national des beaux-arts du Québec[8]
- Museum London
- Société d'Histoire de Missisquoi
- The Robert McLaughlin Gallery
- Winnipeg Art Gallery

## Galerie

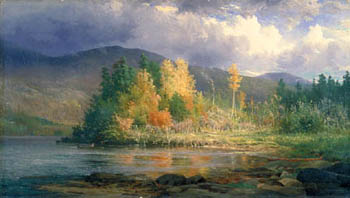
Le lac Memphrémagog (1880)
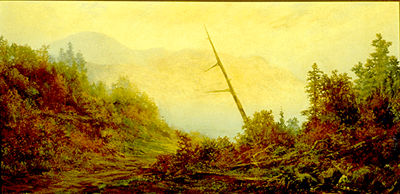
Le mont Orford en automne (1872)
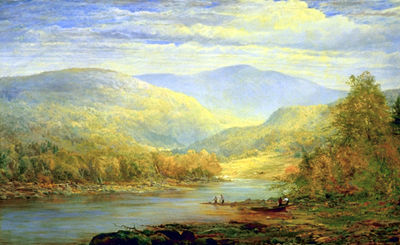
La rivière Yamaska en automne (1872)
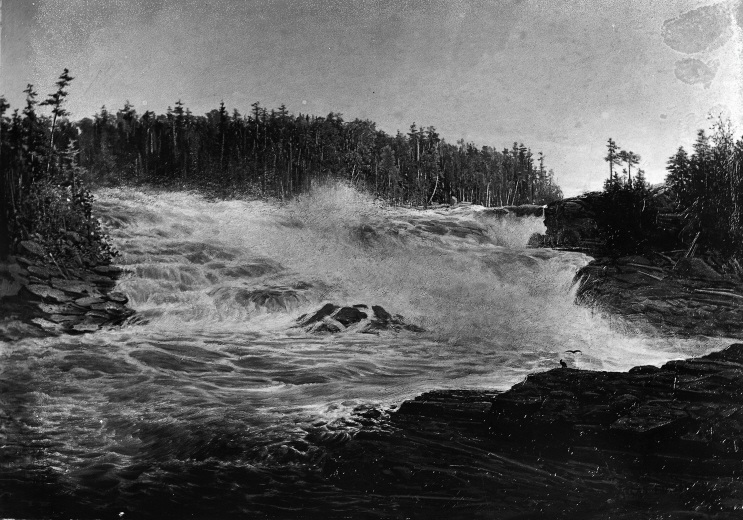
Les chutes de Shawinigan (date inconnue)